# Pierre Le Gentil
Pierre Le Gentil (* 1. November 1906 in Vertus; † 15. Oktober 1989) war ein französischer Romanist, Hispanist und Mediävist.

## Leben und Werk
Le Gentil war Schüler des Lycée Henri IV und der École normale supérieure. Er studierte bei Alfred Jeanroy und Mario Roques und bestand 1930 die Agrégation de grammaire. Von 1932 bis 1936 unterrichtete er in Orléans, von 1936 bis 1937 an der Universität Coimbra, von 1937 bis 1938 am Lycée Buffon in Paris; dann lehrte er bis zum Kriegsausbruch an der Universität Rennes. Von 1940 bis 1945 war er in deutscher Gefangenschaft. 1947 habilitierte er sich mit den beiden Thèses La poésie lyrique espagnole et portugaise à la fin du Moyen Age (2 Bde., Rennes 1949–1953, Genf 1981) und Le virelai et le villancico. Le problème des origines arabes (Paris 1954) und wurde 1948 als Nachfolger von Albert Pauphilet an die Sorbonne berufen. Dort lehrte er bis 1972 als Kollege von Jean Frappier. 1955 war er Mitgründer und bis 1973 erster Präsident der Société Rencesvals. Von 1970 bis 1978 war er Präsident der  Société de langue et littérature médiévales d’oc et d’oïl (SLLMOO).
Pierre Le Gentil war der Sohn des Lusitanisten Georges Le Gentil.

## Weitere Werke
- La chanson de Roland, Paris 1955, 1967 (englisch: Cambridge, Mass. 1969)
- La littérature française du Moyen-âge, Paris 1963, 1966, 1968, 1972, 1978, 1985, 1990
- Villon, Paris 1967, 1968, 1974